# Gotthardleitung
Die Gotthardleitung ist eine 1958 von Motor-Columbus errichtete Drehstrom-Hochspannungsleitung über den Gotthardpass von Mettlen bei Inwil nach Airolo. Eigentümer der Gotthardleitung ist die schweizerische Netzgesellschaft Swissgrid.

## Linienführung

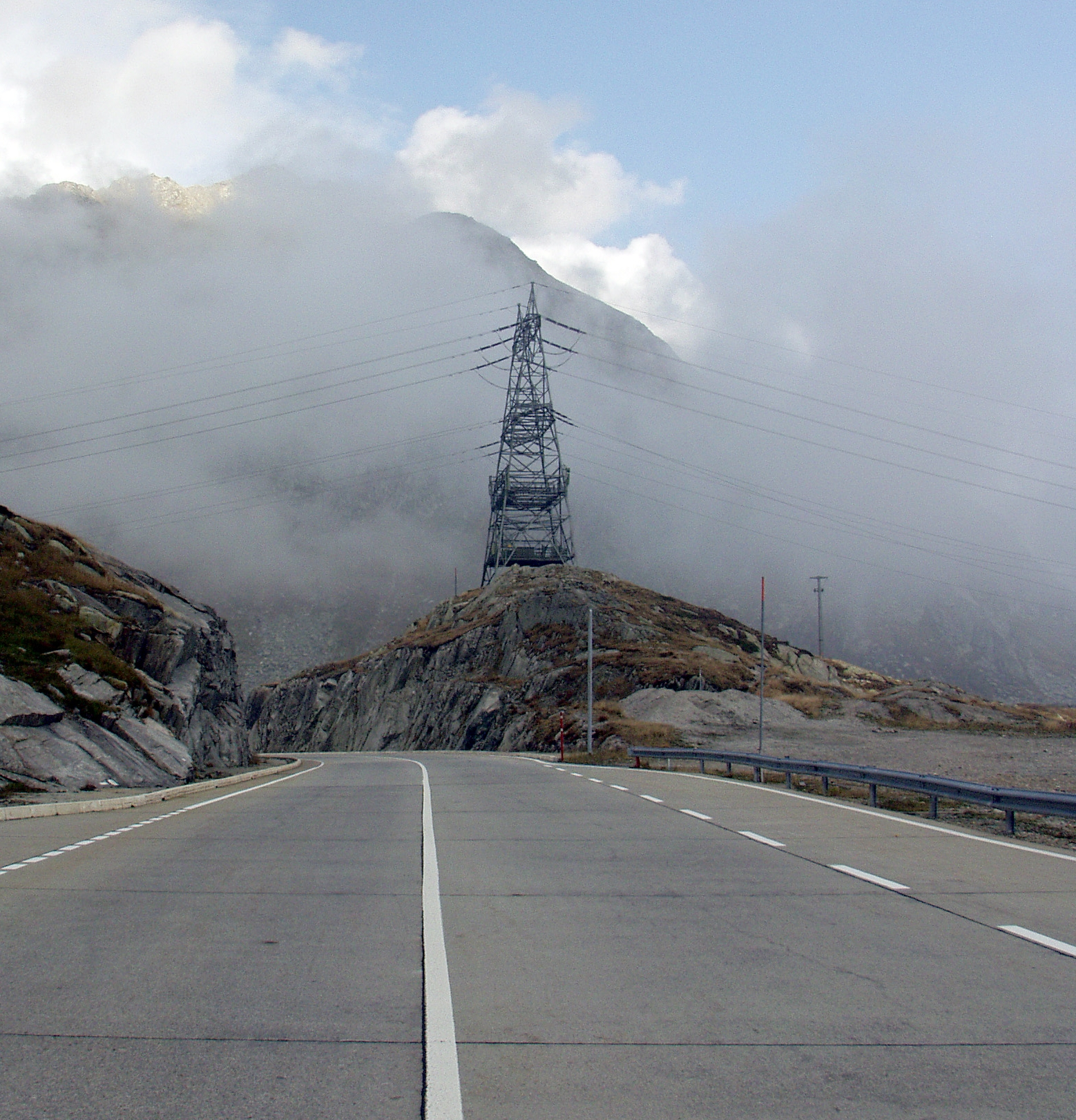
Mast der Gotthardleitung auf Passhöhe. Ihre Masten werden streckenweise von zwei Bahnstromleitungen der Schweizerischen Bundesbahnen mitbenutzt.

Auf dem 52 Kilometer langen Abschnitt von Mettlen bis Amsteg verläuft sie meist parallel zur Lukmanierleitung. Zwischen Immensee und Amsteg teilt sie ihre Masten mit der Stromschleife Amsteg–Rotkreuz der Schweizerischen Bundesbahnen (SBB) und ist somit eine Hybridleitung. Beide Energietrassen tangieren von Immensee bis Ingenbohl die Rigi. In der Gemeinde Ingenbohl, die von den CKW beliefert wird, ist die Gotthardleitung mit drei von sechs Stromkreisen an ein Unterwerk angeschlossen. Von Ingenbohl nach Morschach folgt ein Aufstieg, so dass die Gotthard- und die Lukmanierleitung dort verstärkte Masten enthalten. Die beiden Leitungen verlaufen rechts des Vierwaldstättersees bzw. des Urnersees und durchqueren anschliessend das Urner Reusstal. Während sich die Lukmanierleitung meist in der Ebene befindet, führt die Gotthardleitung dem Berghang links der Reuss entlang. Die Gotthardleitung ist dreipolig und führt drei weitere Stromkreise, die im Unterwerk Plattischachen enden. Ab Amsteg geht sie ihren eigenen Weg. Sie ist nicht zu verwechseln mit der vierpoligen Übertragungsleitung der Schweizerischen Bundesbahnen, die ebenfalls den Gotthard passiert.
Es kommen 160 Maste zum Einsatz: einige Donaumasten bei Mettlen, Tonnenmasten bis Immensee, dann Tannenbaummasten zugunsten der SBB. Für den 56,8 Kilometer langen Leitungsabschnitt zwischen Amsteg und Lavorgo über den Gotthardpass wurden 171 Gittermasten, grösstenteils Deltamasten mit breitem Fundament, für einen Stromkreis in Einebenenanordnung errichtet. Ihre mittlere Höhe beträgt 24,13 Meter. Zwischen Andermatt und Realp überquert sie das Tal der Furkareuss. Dort erhielten der Blitzableiter und alle Stromkreise auf beiden Seiten je einen eigenen Mast. Diese Massnahme wurde an verschiedenen Stellen getroffen, um die Gefahr, dass sich zwei der Doppeldrähte berühren könnten, was bei der Vorableitung geschah, auf ein Minimum zu reduzieren.
Ab 2027 soll die Gotthardleitung zwischen Göschenen und Airolo in einen Betonkanal unter dem Pannenstreifen der sich im Bau befindlichen zweiten Röhre des Gotthard-Strassentunnels verlegt werden. Die Gotthardregin wird danach von den 70 Masten befreit, was dem Landschaftsschutz dient. Es werden rund 1200 Tonnen Stahl anfallen.

## Konstruktion
Die mittlere Spannweite der Leitung beträgt 350 Meter, die grösste Spannweite zwischen zwei Masten 1240 Meter. Als Leiter kommen Zweierbündel aus Aldrey mit einem Querschnitt von 550 mm² zum Einsatz. Der Durchmesser jedes Teilseils beträgt 30,5 mm. Als Erdseil werden zwei Stahlseile mit einem Durchmesser von 11,5 mm und einem Querschnitt von 80 mm² verwendet. Die Gotthardleitung wird, obwohl die verwendeten Freileitungsmaste für eine Betriebsspannung von 400 kV ausgelegt sind, mit 220 kV betrieben.